# Les Déesses (groupe de musique)
Pour les articles homonymes, voir Les Déesses.
Les Déesses  est un groupe français de musiques afro, zouk et RnB, composé à l'origine de Lylah, Edene et Philypa Phoenix. Le groupe se fait connaître en 2007 grâce à son 1er single On a changé, extrait de leur 1er opus Saveurs exotiques, qui arrive à la 9e place des meilleures ventes de singles en France.
Après deux autres singles à succès comme Danse avec moi et Saveurs exotiques, le groupe se sépare pour des projets solos, puis se reforme en 2013 en proposant les singles Comme Un Signe et Promesse. De par ce retour surprise, un second opus est alors très attendu par les fans.
Au total, le groupe a vendu 30 000 albums et 80 000 singles.

## Historique

### 2006–2007: Début de carrière
Le groupe est originaire des Caraïbes et d'Afrique. Plus précisément de la Martinique et de la Guadeloupe pour Lylah, de la Guadeloupe pour Edene et du Cameroun pour Philypa Phoenix. Après leur rencontre lors de divers castings dans le milieu de la danse, du chant et de la photographie, elles décident de s'unir pour former un groupe aux influences tropicales. Leur victoire aux Césaires de la musique en 2007 et leur rencontre avec le label WUMB (World Urban Music Black) leur permet de concrétiser ce projet.
Elles se révèlent dans un genre qu'elles connaissent bien, l'afro-zouk, et sont influencées par des artistes tels que Kassav', Slaï, Magic System, ou encore Jane Fostin.

### 2007–2008: Consécration avec le1eropusSaveurs Exotiques
Leur premier single, On a changé, sorti le 2 juillet 2007 chez M6 Interactions, a fait son entrée à la 9e place des ventes de single en France pour finalement atteindre la cinquième place. Le 29 octobre 2007, leur 1er album Saveurs exotiques sort dans les bacs et se classe à la 39e meilleure place des ventes d'albums en France. Un second single, Danse avec moi, sur un rythme de reggaeton, était annoncé pour le mois de novembre 2007 mais finalement sa sortie physique fut annulée. Le troisième single Saveurs exotiques en featuring avec Myma Mendhy, qui est un mélange de rythmes zouk et de RnB oriental, sort le 11 février 2008 et entre en 11e positions des meilleures ventes en première semaine.

### 2008–2012: Séparation et projets solos
En juillet 2008, le groupe se sépare à la suite de différends entre les filles et leurs producteurs. Lylah décide alors de se lancer dans une carrière solo. Après un featuring avec Admiral T, elle sort en septembre 2009 son premier single, Ne t'arrête pas. Son premier album, Avec ou sans toi, est lui sorti au mois de novembre 2009 simultanément avec son deuxième single Touche pas où l'on retrouve un featuring de Lord Kossity.
De son côté, Phylipa a enregistré un titre, We Gonna Fight et a publie l'ep Crakers en collaboration avec Face C, participe en tant qu'actrice à divers projets télévisés comme : Plus belle la vie, Baie des flamboyants, Le Jour où tout a basculé, R.I.S Police scientifique, Joséphine, ange gardien, Section de recherches, Le Game, Urban Spe ou encore Life ! et a contribué à plusieurs publicités.
Elle a également obtenu des rôles dans des productions filmiques comme : Reception (Save The Date), Venus Flytrap, Aude, Pussy Talks, Ideal, Pas De Rêve Pas De Baise ou encore Un Eté En Provence et Paris, Je T'Aime. En 2016, elle réalise son 1er court-métrage Battement D'Ailes dans le cadre d'un concours "C'est quoi la gynophobie* pour toi?". Elle apparait également dans le clip I Feel So Bad de Kungs.

### Depuis 2013: Reformation et retour avec le singleComme Un Signe
En 2013, le groupe se reforme mais cette fois, Maeva et Swan, remplacent Edene et Phylipa Phoenix et propose les singles Comme Un Signe et Promesse.
De par ce retour surprise, un second opus est alors très attendu par les fans.

## Discographie

### Album
| Année | Album             | Classement |
| ----- | ----------------- | ---------- |
| 2007  | Saveurs exotiques | 39         |

### Singles
| Année | Single                                    | Classement des ventes | Classement des ventes | Classement des ventes | Classement des ventes | Album             |
| Année | Single                                    | FR                    | FR (DL)               | FR Club               | BEL/Fr                | Album             |
| ----- | ----------------------------------------- | --------------------- | --------------------- | --------------------- | --------------------- | ----------------- |
| 2007  | On a changé                               | 5                     | 31                    | 19                    | 34                    | Saveurs exotiques |
| 2007  | Danse avec moi                            | —                     | —                     | 10                    | —                     | Saveurs exotiques |
| 2008  | Saveurs exotiques (featuring Myma Mendhy) | 11                    | —                     | 15                    | —                     | Saveurs exotiques |
| 2013  | Comme un signe (featuring Myma Mendhy)    |                       | —                     |                       | —                     |                   |
| 2013  | Promesse                                  | —                     | —                     |                       | —                     |                   |